# Lunden, Lerums kommun
Lunden är en ort med villabebyggelse i Östads socken i Lerums kommun. Namnet kommer från Lunden, som är en av gårdarna i Östads by. SCB avgränsade fram till 2005 bebyggelsen i byn och dessa Grannby Hoppet en småort med namnet Lunden och Hoppet.